# Stade Joseph Marien
Das Stade Joseph Marien (niederländisch Joseph Marienstadion) ist ein Fußballstadion in der Gemeinde Forest/Vorst in der Region Brüssel-Hauptstadt. Die Anlage ist die Heimspielstätte des Fußballclubs Royale Union Saint-Gilloise (RUSG).

## Geschichte
1909 erwarb der Club Royale Union Saint-Gilloise im Duden Park eine Spielfläche, hier begann der Bau des Stadions 1915. Nach dem Ersten Weltkrieg wurden der Bau 1919 fertiggestellt und am 14. September des Jahres mit einem Freundschaftsspiel gegen den italienischen Club AC Mailand eingeweiht. Im Rahmen der Olympischen Sommerspiele 1920 fanden im Duden Park Stadion, wie das Sportstätte zu dieser Zeit hieß, drei Spiele des olympischen Fußballturniers statt.
Von 2016 bis 2018 wurde das Stade Joseph Marien renoviert und bietet seitdem 8000 Sitzplätze. Zur Saison 2021/22 stieg Royale Union Saint-Gilloise in die höchste Spielklasse auf und erreichte umgehend den 2. Platz der Play-offs um die Meisterschaft. Hierdurch nahm der Club in der Folgesaison an der Qualifikation der UEFA Champions League sowie anschließend an der UEFA Europa League 2022/23 bis zum Viertelfinale teil. Das alte Stadion erfüllte jedoch nicht die Anforderungen der UEFA-Wettbewerbe, sodass der RUSG die Heimspiele in der Play-off-Runde der Champions League und die Gruppenspiele in der Europa League im King Power at Den Dreef Stadion in Löwen austrug; Achtel- und Viertelfinale der Europa League dagegen im Lotto Park in Anderlecht.
Um zukünftig die internationalen Heimspiele in einem eigenen Stadion austragen zu können, werden drei Möglichkeiten in Betracht gezogen: Zum ersten wird eine weitere Renovierung der alten Heimat der RUSG überlegt. Als zweiter Vorschlag steht die Modernisierung des momentan ungenutzten Stade Adrien Bertelson, rund 1,3 km südlich des Stade Joseph Marien, auf der Liste. Als drittes wird ein Neubau zwischen dem Audi Brussels und dem Parc du Bempt mit 17.000 Plätzen, bei Bedarf erweiterbar auf 20.000, diskutiert.

## Galerie

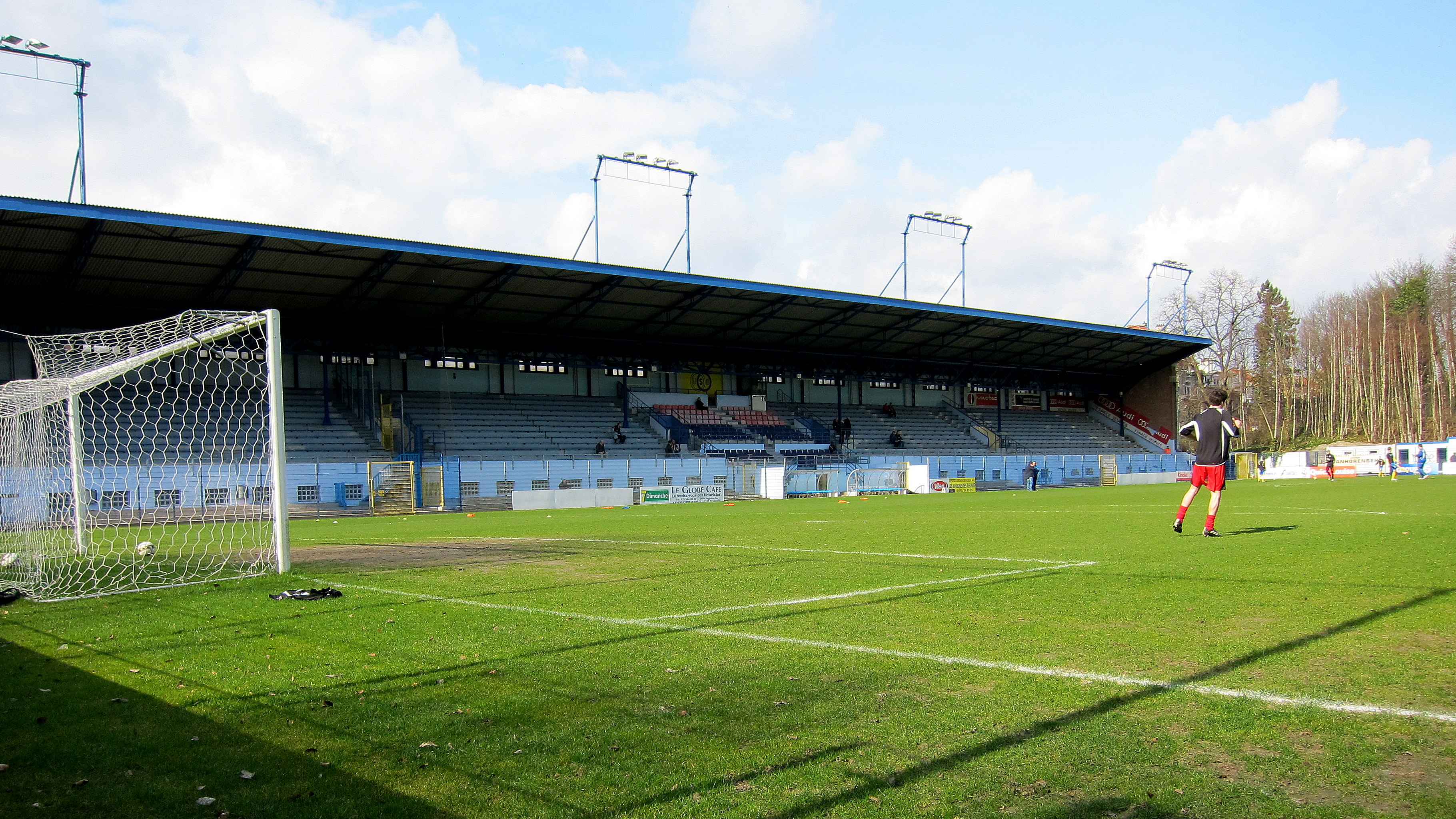
Die Haupttribüne im März 2012
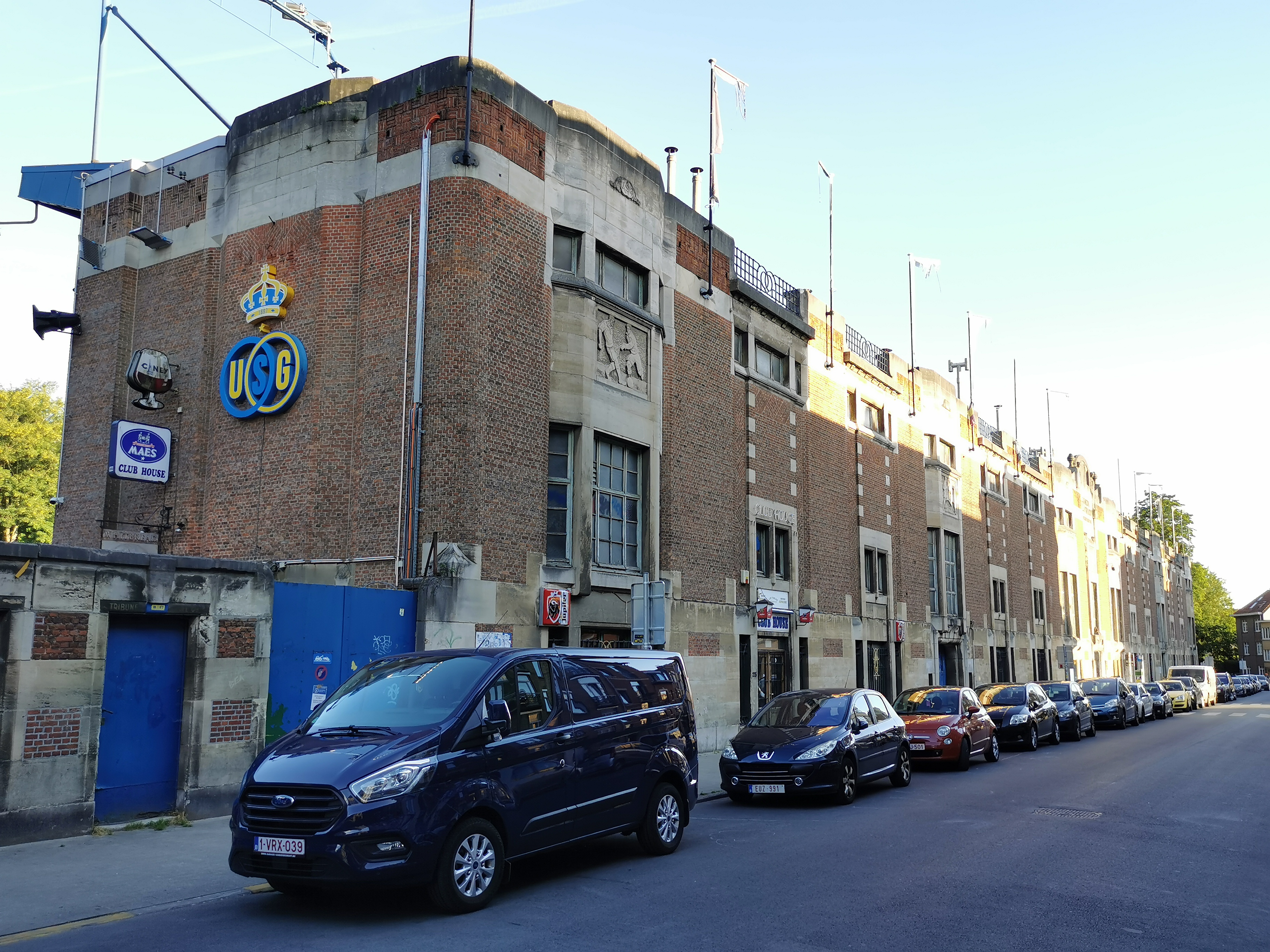
Fassade der Haupttribüne im Juni 2020